# HMS Unicorn (1824)
HMS Unicorn (с англ. — «Единорог») — парусный фрегат Королевского флота типа Leda. На момент постройки в тип были внесены некоторые изменения, в том числе корма приобрела круглую форму, а шпангоут изготавливался из более коротких элементов. Один из двух сохранившихся британских фрегатов Парусной эпохи, является кораблём-музеем и находится в Данди, Шотландия. Входит в Национальный исторический флот. Один из шести старейших кораблей в мире.

## История

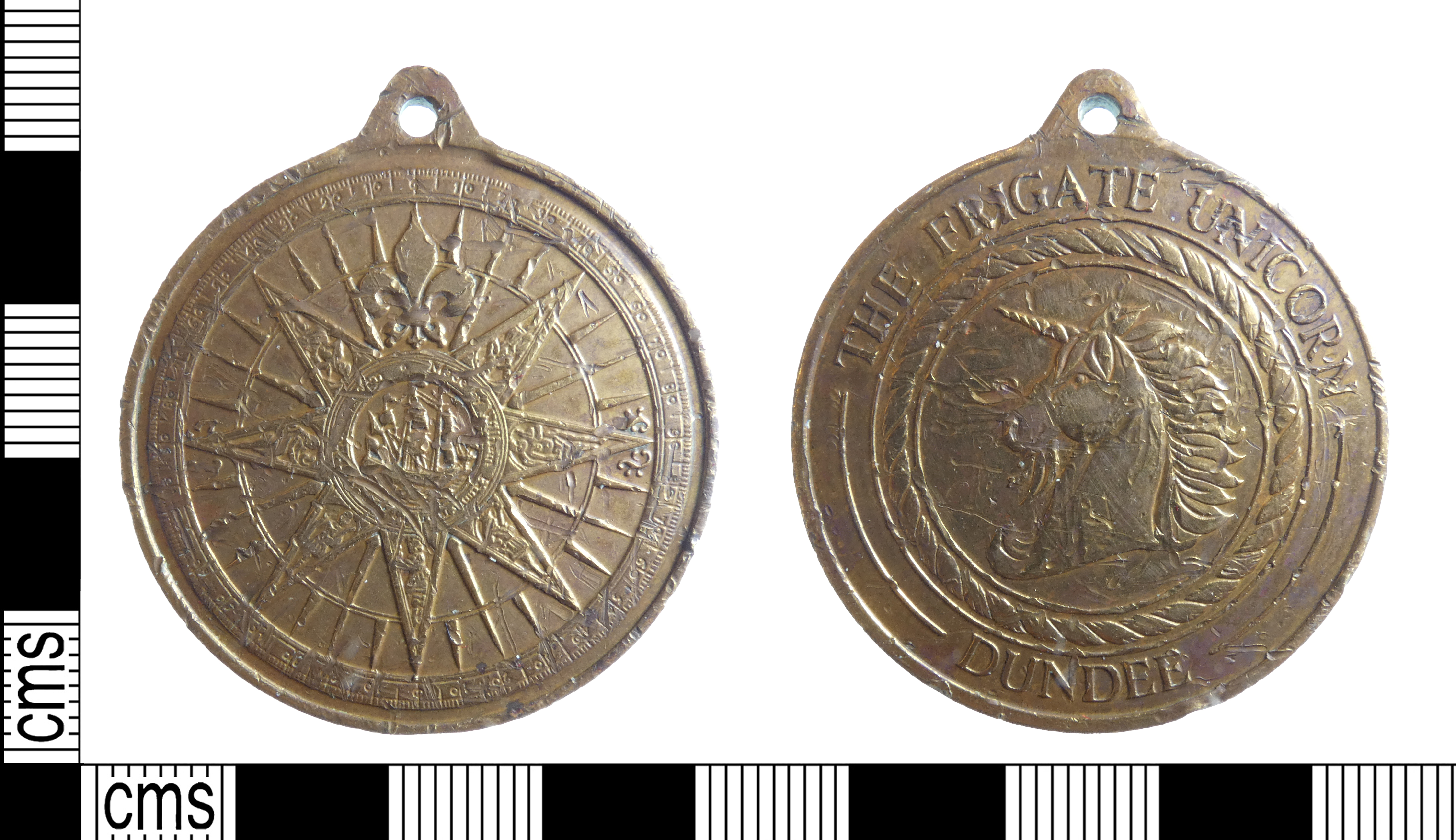
Памятная медаль с фрегата HMS Unicorn

HMS Unicorn был построен в мирное время на Чатемской верфи в графстве Кент и спущен на воду в 1824 году. Он появился в переходный для судостроения период, когда подходящую древесину становилось всё труднее достать, а железо становилось всё более доступным. Под руководством Роберта Сеппингса, инспектора Королевского флота, Unicorn был построен с диагональными ридерсами, укреплёнными железными элементами.
Поскольку Unicorn был построен вскоре после того, как закончились морские войны с Наполеоном, он так и не получил ни рангоута, ни такелажа. Единственный выход в море произошёл при переходе из Чатема в Данди на буксире. Над главной палубой корабля была возведена надстройка, после чего Unicorn был поставлен в резерв в качестве блокшива, прослужив им следующие 140 лет. Благодаря отсутствию активной службы древесина фрегата хорошо сохранилась, и в 1960-х годах были предприняты шаги по превращению Unicorn в корабль-музей. Крыша над верхней палубой считается оригинальной, её часть была снята в 1970-х годах, а при консервации часть над полубаком была восстановлена.
Существовал план по восстановлению Unicorn до состояния, аналогичного фрегату того же типа HMS Trincomalee (включая установку нового бушприта), однако он не был реализован. Выяснилось, что корабль является единственным существующим в мире деревянным фрегатом такого типа (с модификациями), и в результате было принято решение сохранить его в нынешнем состоянии.
В апреле 2019 года Unicorn Preservation Society, занимающееся сохранением фрегата, получило грант Фонда национальной лотереи в пользу исторического наследия в размере 28 900 фунтов стерлингов.
Покровителеи Unicorn Preservation Society является принцесса Анна.

## Галерея

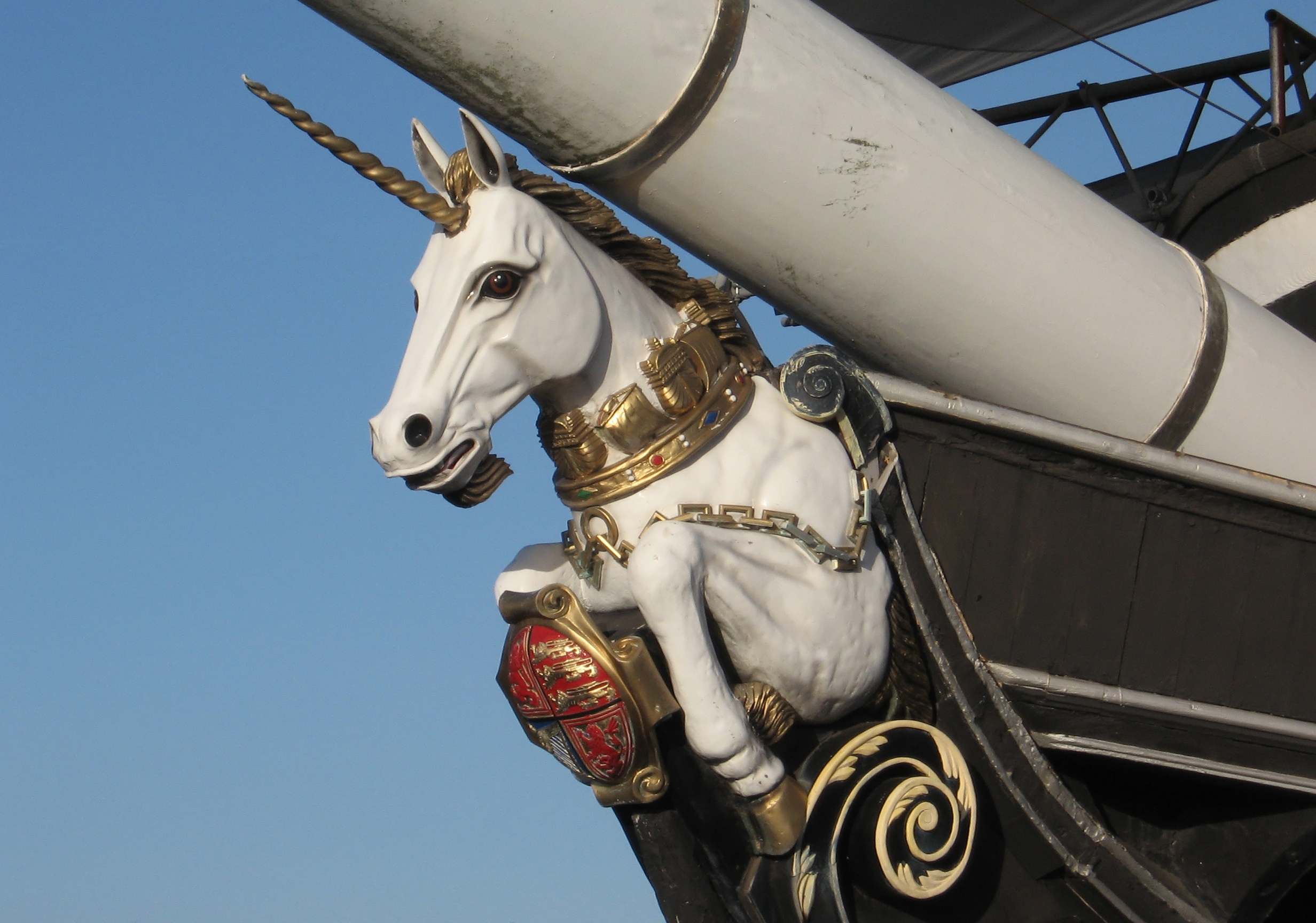
Фигура единорога под бушпритом
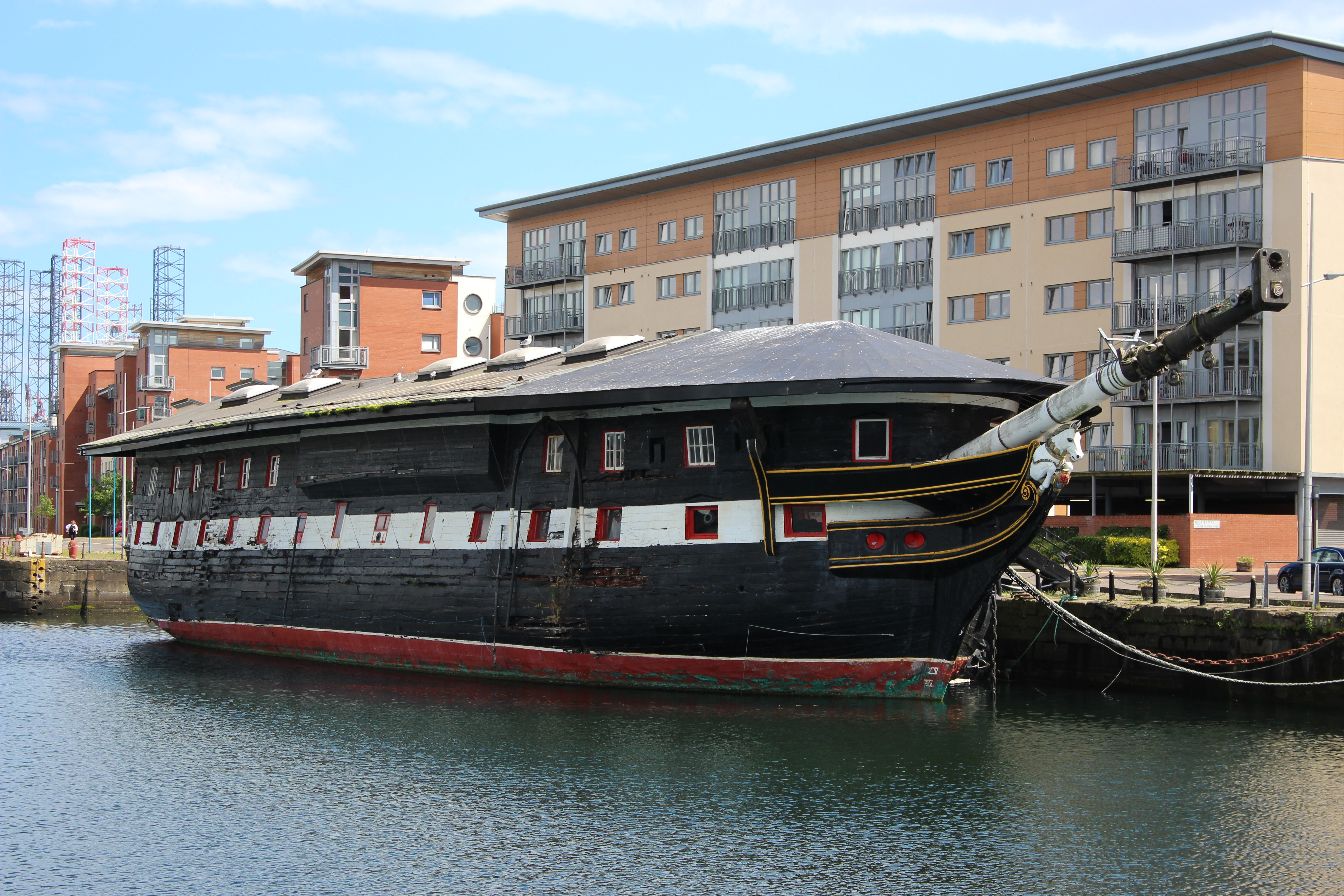
Вид сбоку
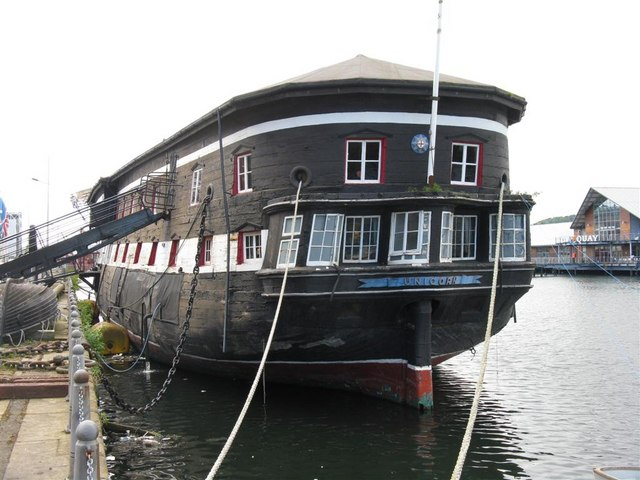
Вид на корму